# Gerard Leckie
Gerard Leckie (Paramaribo, 6 maart 1943 - Paramaribo, 8 december 1982) was een Surinaams wetenschapper, docent en decaan op de Universiteit van Suriname. Hij was een van de slachtoffers van de Decembermoorden.

## Werk
Leckie gaf les, was decaan van de sociaal-economische faculteit, maar was ook voorzitter van de Vakvereniging Wetenschappelijk Personeel van de Universiteit (VWPU). Hij had psychologie gestudeerd en was daarna gepromoveerd aan de Universiteit van Nijmegen.

## Activiteiten na de staatsgreep

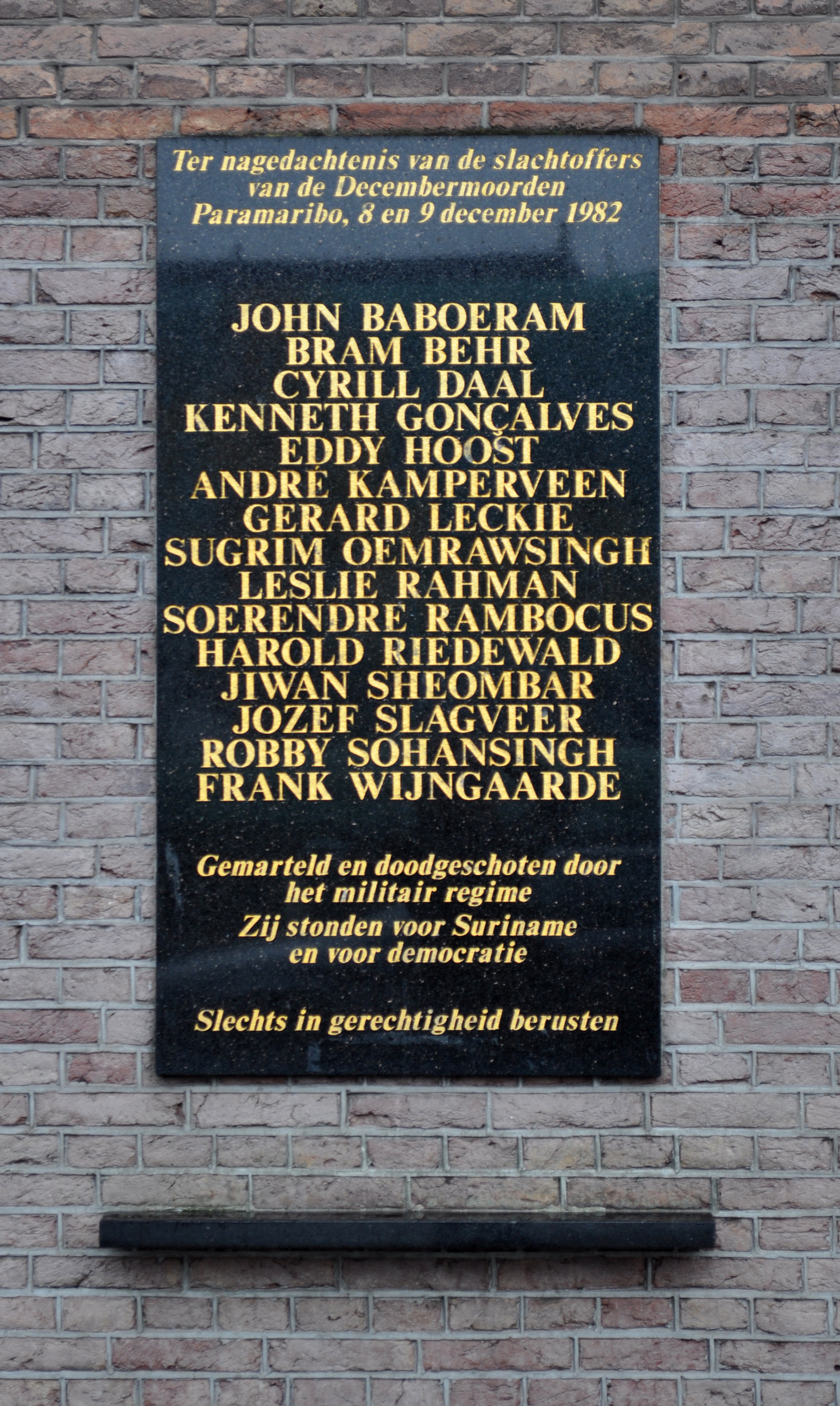
Herdenkingsplaquette in Amsterdam met de namen van de slachtoffers van de Decembermoorden

Als direct gevolg van de aankondiging van hervormingsplannen door Desi Bouterse, die hij op 15 november 1982 in een toespraak uit de doeken deed, werd op 24 november 1982 de Associatie voor Democratie opgericht, bestaande uit mensen die zich willen inzetten voor de terugkeer van de democratie in Suriname. Er werden vakbondsacties en studentendemonstraties georganiseerd en in Paramaribo ontstond grote onrust. De stakingsacties waren een doorn in het oog van Bouterse en zijn Groep van Zestien, die veronderstelden dat de acties bewust waren georganiseerd om onrust te stoken. Door de militairen werd Leckie gezien als aanstichter van de studentenprotesten; daarom werd hij op een lijst van te vermoorden tegenstanders geplaatst.

## Overlijden
Op 8 december 1982 vonden onder de regie van Desi Bouterse de Decembermoorden plaats in Fort Zeelandia. Leckie was een van de 15 slachtoffers. Op 13 december werd hij begraven op de rooms-katholieke begraafplaats in Paramaribo aan de Schietbaanweg, naast medeslachtoffer Jozef Slagveer. Volgens verklaringen van ooggetuigen had hij bloeduitstortingen in zijn gezicht en volgens een bron kogelgaten in zijn borst. Toen in 2002 de graven van de slachtoffers ten behoeve van forensisch onderzoek werden geopend, werd het graf van Leckie als eerste geopend.

## Gedicht
Dichter Ton Linden van de Universiteit van Tilburg schreef een gedicht ter ere van Gerard Leckie.